# Pelegrina pallidata
Pelegrina pallidata là một loài nhện trong họ Salticidae.
Loài này thuộc chi Pelegrina. Pelegrina pallidata được Frederick Octavius Pickard-Cambridge miêu tả năm 1901.